# Zakrzów (powiat wadowicki)
Zakrzów – wieś w Polsce położona w województwie małopolskim, w powiecie wadowickim, w gminie Stryszów.
Wieś u podnóża góry Chełm (603 m n.p.m.) na pograniczu Pogórza Wielickiego i Beskidu Makowskiego. Założona w XIV wieku, należała pierwotnie do książąt oświęcimskich, później do starostwa barwałdzkiego.
W latach 1975–1998 miejscowość należała administracyjnie do województwa bielskiego.

## Nazwa
Nazwę miejscowości w zlatynizowanej staropolskiej formie Zakrzow wymienia w latach 1470–1480 Jan Długosz w księdze Liber beneficiorum dioecesis Cracoviensis.

## Części wsi
Integralne części wsi Zakrzów:
- przysiółki: Bugaj Zakrzowski, Czerna, Godałówka, Wronówka
- części wsi: Chmielarzówka, Duszówka, Gębalówka, Jagniarzówka, Makówkówka, Pańskie, Pułkówka, Sołtysowo, Śpiwlówka, Worytkówka, Zagroda.

## Zabytki
Obiekty wpisane do rejestru zabytków nieruchomych województwa małopolskiego.
- Dwór Lewakowskich z początku XIX wieku;
- Ruiny średniowiecznego zamku obronnego zwanego „Włodkowa Góra” lub „Żar”;
- Wczesnośredniowieczny gródek stożkowaty zwany  „Bugaj”.

### Inne
- W obecnym kościele z 1935 roku:
  - drewniany posąg św. Anny Samotrzeciej z lat 1425–1450;
  - obraz Świętej Rodziny z XVI wieku;
  - zabytkowe obiekty sztuki sakralnej (XVI–XVIII wiek).
- Liczne figury przydrożne z XIX wieku.

## Galeria

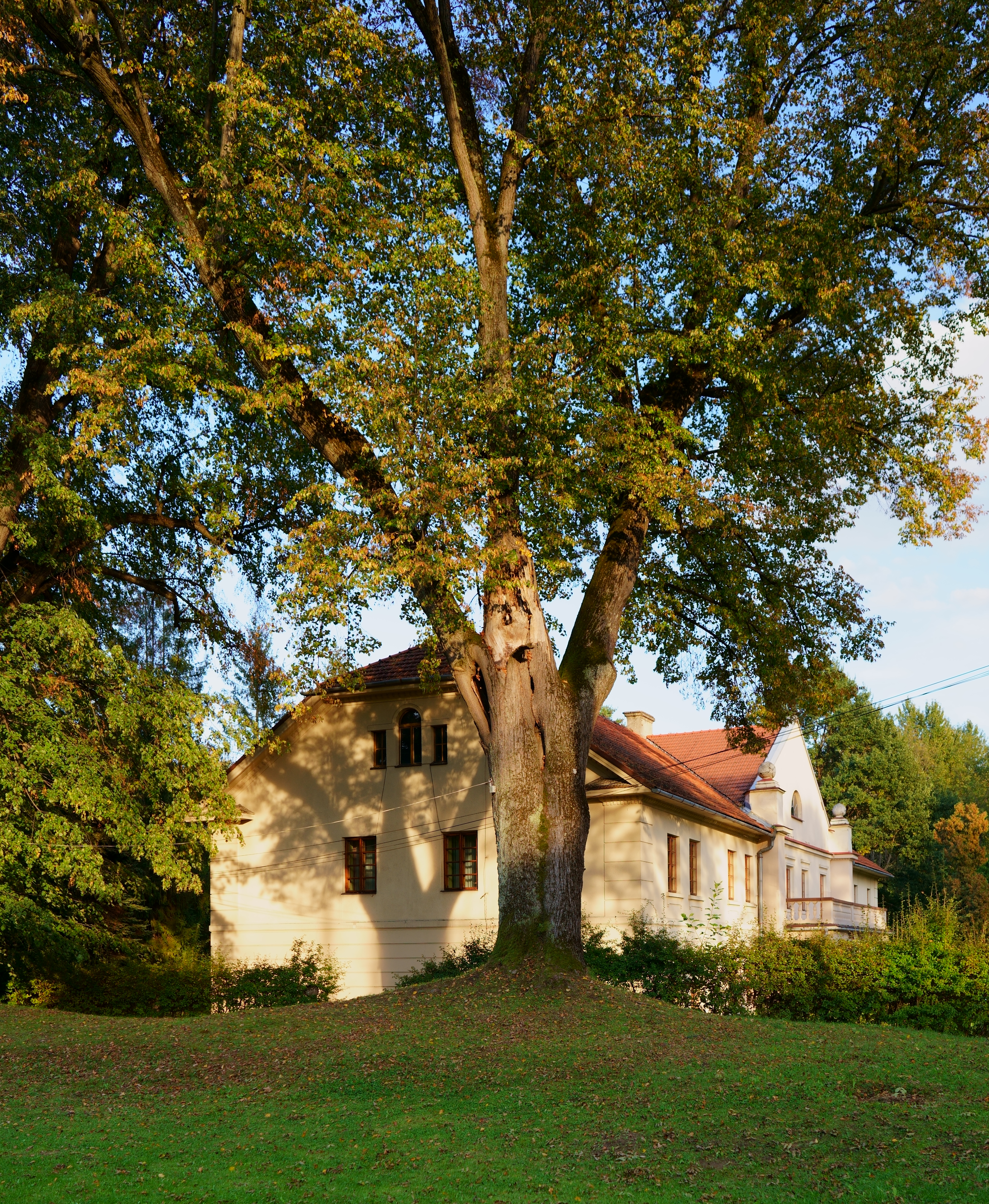
Dwór w Zakrzowie
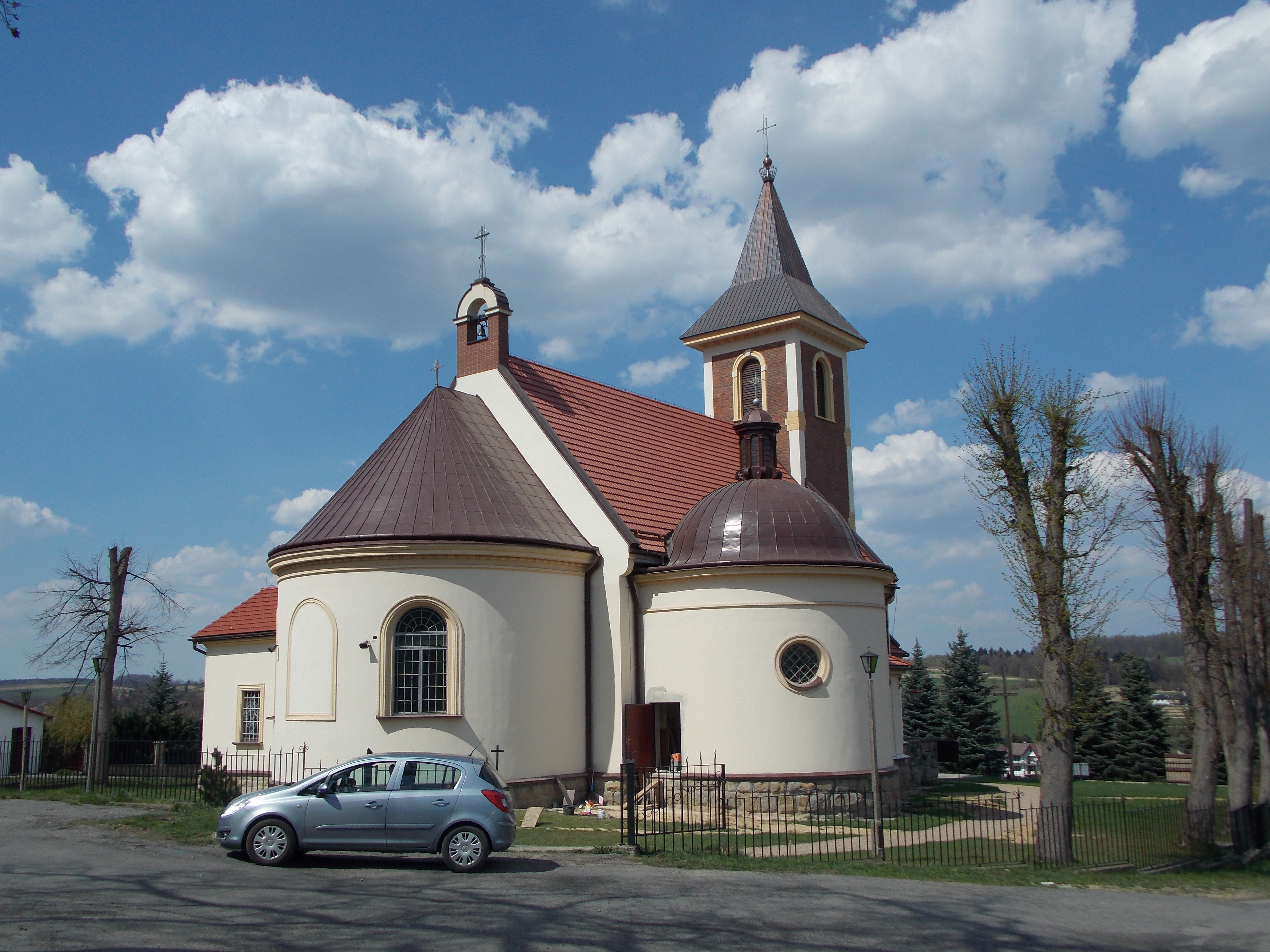
Kościół św. Anny